# Manuel Anglada i Ferran
Manuel Anglada i Ferran (Maçanet de la Selva, Selva, 1 de gener de 1918 - Andorra la Vella, 9 de desembre de 1998) va ser un estudiós de la cultura catalana d'Andorra i del Pirineu.
L'any 1920 la família emigra a Barcelona, on Anglada va treballar com a publicista, per posteriorment traslladar-se a Bagà, i d'altres pobles, fins a instal·lar-se definitivament a Llívia l'any 1935. Allà va arribar a ésser secretari interí de l'ajuntament durant set anys. Va estudiar a l'Escola Industrial de Terrassa, i va haver d'interrompre els seus estudis per ésser soldat republicà a la Guerra Civil, on va conèixer el que seria el seu gran amic Esteve Albert i Corp. El 14 de febrer del 1962 es va instal·lar a Andorra, on hi va fundar el Cercle de les Arts i de les Lletres, el Club Pirinenc Andorrà (1969) i el Centre de la Cultura Catalana (1995). També va ser el responsable de la secció de llengua de la Societat Andorrana de Ciències (SAC). El 1975 també va donar classes de català gràcies a un títol obtingut a Òmnium Cultural
El 1998 va rebre la Creu de Sant Jordi per la seva contribució com a investigador i com a divulgador de la toponímia, llengua i arqueologia andorrana. L'any 1998 el Govern d'Andorra li va retre un sentit homenatge, a l'Auditori Nacional d'Ordino. El mateix any, a Maçanet de la Selva, l'ajuntament el declarà fill predilecte de la vila. Els darrers anys va recopilar l'obra d'Esteve Albert i Corp. També fundà el Centre de la Cultura Catalana a Andorra, i cedí part dels seus documents a l'Arxiu Nacional d'Andorra.

## Obres
- Vint-i-cinc anys a Llívia : estampes de Cerdanya (Barcelona, Selecta, 1962). Finalista del premi Maspons i Camarasa de monografies comarcals.
- Andorra, nació pirinenca (Filfon, El xic de l'hereu, 1983)
- Substrats prehistòrics de la llengua (1986)
- Arrels d'Andorra (Editorial Andorra, 1993)
- Històries i relats pirinencs (Editorial Andorra, 1989)
- Vint-i-cinc anys a Llívia (Editorial Andorra, 1986)
- Excursió a l'orri vell (Parròquia d'Encamp, valls d'Andorra) (Centre de a Cultura Catalana, 1996)